# Karim Barras
Pour les articles homonymes, voir Barras.
Karim Barras est un acteur franco-suisse, né en 1973 à Genève et résidant à Bruxelles. Il travaille principalement en Belgique, en France et en Suisse.

## Biographie
Formé à l'Institut national supérieur des arts du spectacle (INSAS) de Bruxelles, Karim Barras en sort en 1993.
En 1998, il est récompensé du prix du Théâtre, dans la catégorie meilleur espoir, pour sa prestation dans Le Fou et la Nonne du Polonais Stanislaw Ignacy Witkiewicz, mise en scène par Jean-Michel d'Hoop.
En 2013, à Bruxelles, il reçoit le Prix de la critique dans la catégorie meilleur acteur, conjointement pour son interprétation du rôle-titre dans Hamlet de Shakespeare, mise en scène par Michel Dezoteux, et pour celle du soldat José dans Une lettre à Cassandre de Pedro Eiras, mis en scène par David Strosberg.

## Théâtre

### Comédien
- 1996 : Roberto Zucco de Bernard-Marie Koltès, mise en scène d'Armel Roussel, Théâtre Varia
- 1998 : Les Européens d'Howard Barker, mise en scène d'Armel Roussel, Théâtre Varia
- 1998 : Le Fou et la Nonne de Stanisław Ignacy Witkiewicz, mise en scène de Jean-Michel d'Hoop, Théâtre de La Balsamine
- 1999 : Sauvés d'Edward Bond, mise en scène de Michel Dezoteux, Théâtre Varia
- 1999 : Artefact d'Armel Roussel, mise en scène de Karim Barras, Théâtre Varia
- 2000 : Enterrer les morts, réparer les vivants, d'après Platonov d'Anton Tchekhov, mise en scène d'Armel Roussel, Théâtre de l'Union - C.D.N. du Limousin
- 2000 : Manque de Sarah Kane, mise en scène de Nathalie Mauger, Rideau de Bruxelles
- 2002 : Le Lieutenant d'Inishmore de Martin McDonagh, mise en scène de Derek Goldby, Théâtre de Poche
- 2003 : Richard III de William Shakespeare, mise en scène de Michel Dezoteux, Théâtre Varia[5]
- 2004 : Les Acteurs de bonne foi de Marivaux, mise en scène de Mathias Simons, Théâtre de la Place
- 2005 : L'Avare de Molière, mise en scène de Michel Dezoteux, Théâtre Varia
- 2005 : Pop ?, conception et mise en scène d'Armel Roussel, Théâtre Varia
- 2007 : Strange Fruit, d'après Abel Meeropol, mise en scène de Michel Dezoteux, Théâtre Varia
- 2008 : Le Revizor de Nicolas Gogol, mise en scène de Michel Dezoteux, Le Manège•Mons
- 2009 : Si demain vous déplaît... d'Armel Roussel, Théâtre Varia
- 2009 : L'Affaire de la rue de Lourcine d'Eugène Labiche et Gibier de potence de Georges Feydeau, Théâtre Varia[6]
- 2010 : Les Trois Sœurs d'Anton Tchekhov, mise en scène de Michel Dezoteux, Théâtre Varia
- 2013 : Hamlet de Shakespeare, mise en scène de Michel Dezoteux, Le Manège•Mons, Théâtre Varia
- 2013 : Une lettre à Cassandre de Pedro Eiras, mise en scène de David Strosberg, Théâtre Les Tanneurs, Théâtre de la Place[7]
- 2014 : Mange ta glace conception et mise en scène de Sofie Kokaj, Théâtre Les Tanneurs
- 2015 : Woyzeck  de Georg Buchner mise en scène de Michel Dezoteux, Théâtre Varia
- 2015 : Rumore di acque texte et mise en scène de Marco Martinelli, théâtre Le Manège.Mons

### Mise en scène
- 1999 : Artefact d'Armel Roussel, Théâtre Varia, Lieu Unique, Théâtre de l'Arsenic

### Musique de spectacle
- 1994 : Commerce Gourmand de Jean-Marie Piemme mise en scène de Rahim Elasri, Atelier St-Anne
- 1994 : Such A Bad Experience Never Again (S.A.B.E.N.A.) conception et mise en scène de Jean-Christophe Lawers, Atelier St-Anne
- 2009 : This is not a love song conception et mise en scène de Sofie Kokaj, Théâtre de la Balsamine
- 2009 : Si demain vous déplaît conception et mise en scène de Armel Roussel, Théâtre Varia
- 2014 : Le Dragon d'or de Roland Schimmelpfennig mise en scène de Sophia Betz, Théâtre Varia

## Filmographie

### Cinéma

#### Longs métrages
- 1997 : Chronique de Pierre Maillard
- 2008 : Vampires de Vincent Lannoo
- 2009 : Marieke, Marieke de Sophie Schoukens : Ronny
- 2011 : The Incident d'Alexandre Courtès
- 2012 : Tombville de Nicolas List
- 2015 : Daedalus de Jean-Manuel Fernandez : Ded
- 2017 : Tueurs de François Troukens et Jean-François Hensgens : Alain Rolesko
- 2021 : OSS 117 : Alerte rouge en Afrique noire de Nicolas Bedos : Jacky Jacquard
- 2023 : Un silence de Joachim Lafosse
- 2023 : Ciao ciao bourbine (Bon schuur Ticino) de Peter Luisi
- 2023 : The Belgian wave de Jérôme Vandewattyne
- 2024 : Bisons de Pierre Monnard
- 2024 : Tombés du camion de Philippe Pollet-Villard

#### Courts métrages
- 1997 : Morgane de Raphaël Blanc
- 1999 : La nuit, tous les chats sont gris de Micha Wald
- 2002 : Les Galets de Micha Wald
- 2009 : Week-end de Romain Graf

### Télévision
- 1999 : Les Steenfort, maîtres de l'orge, mini-série dramatique de Jean-Daniel Verhaeghe (France 2 et RTBF)
- 2001 : Nana, mini-série d'Édouard Molinaro (France 2)
- 2014 : À livre ouvert, série télévisée de Stéphanie Chuat et Véronique Reymond (RTS et France 2)
- 2015-2018 : Au service de la France, série télévisée d'Alexandre Courtès (ARTE) : Jacky Jacquard
- 2017 : Quartier des Banques série télévisée de Fulvio Bernasconi (RTS)
- 2018 : La Trêve saison 2 (RTBF)
- 2018 : Les Rivières pourpres (série télévisée) (France 2)
- 2019 : Helvetica (série télévisée)
- 2021 : La Chance de ta vie de Chris Niemeyer (RTS) : Loïc Froidevaux
- 2022 : Messieurs Pipi (RTBF Auvio et Tipik)
- 2023 : Tout va bien (Disney+)
- 2023 : Des gens biens (Arte)
- 2023 : Polar Park de Gérald Hustache-Mathieu (Arte)
- 2025 : Intraçables (série télévisée) de Louis Farge et Luc Walpoth (TF1)

## Distinctions
- 1998 : Prix du théâtre dans la catégorie Meilleur espoir masculin[3]
- 2013 : Prix de la critique dans la catégorie Meilleur acteur[8].

## Doublage

### Cinéma

#### Films
- Kevin Hart dans :
  - Think Like a Man (2012) : Cedric Wright
  - Think Like a Man Too (2014) : Cedric Wright
  - Mise à l'épreuve (2014) : Ben Barber
  - Mise à l'épreuve 2 (2016) : Ben Barber
  - Back to School (2018) : Teddy Walker
  - Fast and Furious: Hobbs and Shaw (2019) : Dinley

- Steve Zahn dans :
  - Journal d'un dégonflé (2010) : Frank Heffley
  - Journal d'un dégonflé : Rodrick fait sa loi (2011) : Frank Heffley
  - Journal d'un dégonflé : Ça fait suer ! (2012) : Frank Heffley

- Chris Pratt dans :
  - Une soirée d'enfer (2011) : Kyle Masterson
  - 10 ans déjà ! (2012) : Cully

- Jesse Eisenberg dans :
  - The Double (2013) : Simon / James
  - Vivarium (2020) : Tom

- Eric Bana dans :
  - Canicule (2020) : Aaron Falk
  - Berlin Nobody (2024) : Ben Monroe

- 2008 : Baron Rouge : le lieutenant Lehmann (Hanno Koffler)
- 2009 : Dead Snow : Roy (Stig Frode Henriksen)
- 2011 : La Conspiration : Nicholas Baker (Justin Long)
- 2012 : Fire with Fire : Vengeance par le feu : Sherrod (Nnamdi Asomugha)
- 2015 : Into the Woods : le père du boulanger (Simon Russell Beale)
- 2015 : Dope : ? (?)
- 2016 : La Dame de Katwe : ? (?)
- 2017 : The Babysitter : le père de Cole (Ken Marino)
- 2017 : Angle mort : ? (?)
- 2017 : La Forteresse : Andak (Yerjan Nourymbet)
- 2019 : Little : M. Marshall (Justin Hartley)
- 2019 : Fisherman's Friends : Troy (Noel Clarke)
- 2019 : Virtual Games : Will Winslow (Chuck Meré)
- 2020 : The Night (en) : Babak (Shahab Hosseini)
- 2021 : Candyman : Anthony (Yahya Abdul-Mateen II)
- 2021 : Minamata : William Eugene Smith (Johnny Depp)
- 2021 : Red Rocket : Mikey Saber (Simon Rex)
- 2021 : Défense d'atterrir : Gu In-ho (Song Kang-ho)
- 2021 : Les Minutes noires (en) : l'agent Calatrava (Mauricio Isaac)
- 2021 : Drive My Car : l'inspecteur Katō [Qui ?]
- 2022 : Ne dis rien : Patrick (Fedja van Huêt)
- 2022 : Nostalgia : Don Luigi Rega (Francesco Di Leva)
- 2022 : À contretemps : Manuel (Juan Diego Botto)
- 2022 : The Lair (en) : le sergent Tom Hook (Jonathan Howard (en))
- 2023 : Misanthrope : Dimitri (Mark Antony Krupa)
- 2023 : La Tresse : Nagaraj [Qui ?]
- 2023 : Le Prix de la vengeance : Ferryman (Jamie Foxx)
- 2023 : A Good Person : Mark (Alex Wolff)
- 2023 : Knox : l'inspecteur Gelfuso (Jay Paulson)
- 2023 : Jericho Ridge (en) : le chef-adjoint Dennis Bailey (Chris Reilly)
- 2024 : Late Night with the Devil : Leo Fiske (Josh Quong Tart)

#### Films d'animation
- 2007 : Crows Zero : Ken Katagiri
- 2009 : Barbie et les Trois Mousquetaires : le cochon et un mousquetaire
- 2010 : Yu-Gi-Oh! Réunis au-delà du temps : Seto Kaiba et Viper (Thesalonixus)
- 2010 : Inazuma Eleven : Tous unis contre l'équipe Ultime Ogre ! : Xavier « Xéné » Foster et David Samford
- 2010 : Beyblade, le film : Benkei Hanawa
- 2012 : Pinocchio : Pêcheur Vert
- 2012 : Starship Troopers : Invasion : Mech
- 2013 : Albator, corsaire de l'espace : Toshiro
- 2017 : L'Île des monstres : ?
- 2019 : Le Cristal magique : Lupo
- 2021 : Koati : Cali
- 2021 : Le Royaume des étoiles (de) : voix additionnelles
- 2022 : Le Lion et les trois brigands (no) : Casper
- 2022 : La Guerre des Dieux (en) : voix additionnelles

### Télévision

#### Téléfilms
- Jordan Fisher dans :
  - Teen Beach Movie (2013) : Seacat
  - Teen Beach 2 (2015) : Seacat

- 2007 : Les Contes de Grimm : Le Nain Tracassin : ? ( ? )
- 2009 : Les Hauts de Hurlevent : Heathcliff (Tom Hardy)
- 2017 : Gun Shy : Clive Muggleton (Martin Dingle Wall)
- 2020 : Coup de foudre à la carte : Nathaniel (Joey Vieira)

#### Séries télévisées
- John Leguizamo dans :
  - Waco (2018) : Jacob Vazquez (mini-série)
  - Waco : L'Après (2023) : Jacob Vazquez (mini-série)
- 2010 : Doctor Who : Tarak Ital (Chook Sibtain) (épisode La Conquête de Mars)
- 2011 : Profession Négociateur (en) : Mikey Snyders (Damian Snyders) (mini-série)
- 2011-2012 : Boss : Sam Miller (Troy Garity) (18 épisodes)
- 2013-2016 : Real Husbands of Hollywood : Kevin Hart (Kevin Hart) (59 épisodes)
- 2013-2019 : Orange Is the New Black : Joel Luschek (Matt Peters (en)) (64 épisodes)
- 2014 : Une nuit en enfer, la série : Peter « Pete » Bottoms (Lane Garrison) (saison 1, épisodes 1 et 9)
- 2015 : 1992 : Rocco Venturi (Alessandro Roja (it))
- 2018-2020 : Outlander : Phillip Wylie (Chris Donald)
- 2018-2022[n 1] : Voisins mais pas trop : Ernie (Gary Anthony Williams)
- depuis 2018[n 2] : Mocro Maffia : Adil El Haddaoui (Walid Benmbarek)
- 2019 : Creepshow : Richie (Jesse C. Boyd) (saison 1, épisode 1)
- 2020 : Alex Rider : Loup (Howard Charles) (saison 1)
- 2020-2022 : Doctor Who : le Maître (Sacha Dhawan) (5 épisodes)
- 2020-2023 : Almost Paradise (en) : Ernesto Alamares (Arthur Acuña) (20 épisodes)
- 2020-2023 : The Hardy Boys : Fenton Hardy (James Tupper et Anthony Lemke)
- 2022 : Super Pumped : Sergey Brin (David Krumholtz)
- 2022 : Life and Beth : Leonard (Michael Rapaport)
- 2022 : Gangs of London : Hakim (Aymen Hamdouchi) (saison 2)
- 2023 : The Winter King : Hywel (Sifiso Mazibuko)

#### Séries d'animation
- 1996-1998 : Kenshin le vagabond : Makoto Shishio
- 2003-2005 : Pichi Pichi Pitch : La Mélodie des Sirènes : Gaito
- 2003-2008 : Nom de code : Kids Next Door : voix additionnelles
- 2004 : Initial D: Fourth Stage : Wataru (épisodes 1 à 12)
- 2007-2008 : Shugo Chara! : le père de Shuraiya
- 2008-2010 : Yu-Gi-Oh! 5D's : Blister, Lug (épisode 2)
- 2008-2010 : Les Merveilleuses Mésaventures de Flapjack : voix additionnelles
- 2008-2011 : Inazuma Eleven : David Samford, Xavier « Xéné » Foster, Edgar Partinus, Astram Schiller, Gregory Smith et Chansung Choi
- 2009 : Winx Club : Ogron
- 2009-2010 : Les Mistigris : Bartolo
- 2009-2011 : Hot Wheels Battle Force 5 : Sherman
- 2009-2014 : Fanboy et Chum Chum : Oz
- 2009-2020 : Le Dino Train : voix additionnelles
- 2010 : Huntik : À la recherche des Titans : Den Fears
- 2010-2012 : Avengers : L'Équipe des super-héros : Luke Cage
- 2010-2018 : Adventure Time : Jake le chien
- 2011 : Marvel Anime : Logan / Wolverine
- 2011-2012 : Beyblade: Metal Fusion : Benkei Hanawa
- 2011-2013 : Yu-Gi-Oh! Zexal : Chills et Quiton
- 2012 : Beyblade: Shogun Steel : Benkei Hanawa
- 2014-2019 : Mike Tyson Mysteries : Elton John
- 2017-2021 : Bunsen est une bête : Bunsen
- depuis 2019 : Harley Quinn : Edward Nigma / l'Homme-Mystère
- 2020-2022 : Close Enough : Randy
- 2021 : Les Mémoires de Vanitas : Lord August Ruthven
- 2021 : The Dungeon of Black Company : voix additionnelles
- 2021 : Mushoku Tensei : Jobless Reincarnation : voix additionnelles
- 2021-2023 : Teenage Euthanasia : l'oncle Sam
- 2023 : Adventure Time: Fionna & Cake (en) : Cake
- 2023 : Tengoku Daimakyō : Usami
- 2025 : Common Side Effects (en) : l'agent Copano

### Jeux vidéo
- 2022 : MultiVersus : Jake le chien

### Direction artistique

#### Films
- 2021 : Mad Dog (it)
- 2025 : Another You

#### Films d'animation
- 2021 : Koati

#### Téléfilms
- 2020 : Coup de foudre à la carte

#### Séries télévisées
- 2018-2021 : Into the Dark (avec Bruno Buidin et David Macaluso)
- 2019 : Creepshow
- 2019 : Limetown (en)
- 2023 : Almost Paradise (en) (saison 2)